# Opistophthalmus
Opistophthalmus là một chi bọ cạp trong họ Scorpionidae phân bố ở phía Nam Châu Phi. Một số loài trong chi này có độc tố mạnh. Màu sắc chúng đa dạng từ vàng cho tới nâu và đen, thường tối màu ở những vùng sáng.

## Các loài
Chi này gồm các loài sau:
- Opistophthalmus adustus (Kraepelin, 1908)
- Opistophthalmus ammopus (Lamoral, 1980)
- Opistophthalmus ater (Purcell, 1898)
- Opistophthalmus austerus (Karsch, 1879)
- Opistophthalmus boehmi (Kraepelin, 1896)
- Opistophthalmus brevicauda (Lawrence, 1928)
- Opistophthalmus capensis (Herbst, 1800)
- Opistophthalmus carinatus (Peters, 1861)
- Opistophthalmus cavimanus (Lawrence, 1928)
- Opistophthalmus chaperi (Simon, 1880)
- Opistophthalmus chrysites (Lawrence, 1967)
- Opistophthalmus coetzeei (Lamoral, 1979)
- Opistophthalmus concinnus (Newlands, 1972)
- Opistophthalmus crassimanus (Purcell, 1899)
- Opistophthalmus fitzsimonsi (Hewitt, 1935)
- Opistophthalmus flavescens (Purcell, 1898)
- Opistophthalmus fossor (Purcell, 1898)
- Opistophthalmus fuscipes (Purcell, 1899)
- Opistophthalmus gibbericauda (Lamoral, 1979)
- Opistophthalmus gigas (Purcell, 1898)
- Opistophthalmus glabrifrons (Peters, 1861)
- Opistophthalmus granicauda (Purcell, 1898)
- Opistophthalmus granifrons (Pocock, 1896)
- Opistophthalmus haackei (Lawrence, 1966)
- Opistophthalmus holmi (Lawrence, 1969)
- Opistophthalmus intercedens (Kraepelin, 1908)
- Opistophthalmus intermedius (Kraepelin, 1894)
- Opistophthalmus jenseni (Lamoral, 1972)
- Opistophthalmus karrooensis (Purcell, 1898)
- Opistophthalmus keilandsi (Hewitt, 1914)
- Opistophthalmus lamorali (Prendini, 2000)
- Opistophthalmus laticauda (Purcell, 1898)
- Opistophthalmus latimanus (Koch, 1841)
- Opistophthalmus latro (Thorell, 1894)
- Opistophthalmus lawrencei (Newlands, 1969)
- Opistophthalmus leipoldti (Purcell, 1898)
- Opistophthalmus litoralis (Lawrence, 1955)
- Opistophthalmus longicauda (Purcell, 1899)
- Opistophthalmus lornae (Lamoral, 1979)
- Opistophthalmus luciranus (Lawrence, 1959)
- Opistophthalmus lundensis (Monrad, 1937)
- Opistophthalmus macer (Thorell, 1876)
- Opistophthalmus nitidiceps (Pocock, 1896)
- Opistophthalmus opinatus (Simon, 1888)
- Opistophthalmus pallipes (Koch, 1842)
- Opistophthalmus pattisoni (Purcell, 1899)
- Opistophthalmus penrithorum (Lamoral, 1979)
- Opistophthalmus peringueyi (Purcell, 1898)
- Opistophthalmus pictus (Kraepelin, 1894)
- Opistophthalmus pluridens (Hewitt, 1918)
- Opistophthalmus praedo (Thorell, 1876)
- Opistophthalmus pugnax (Thorell, 1876)
- Opistophthalmus pygmaeus (Lamoral, 1979)
- Opistophthalmus scabrifrons (Hewitt, 1913)
- Opistophthalmus schlechteri (Purcell, 1898)
- Opistophthalmus schultzei (Kraepelin, 1908)
- Opistophthalmus setifrons (Lawrence, 1961)
- Opistophthalmus ugabensis (Hewitt, 1934)
- Opistophthalmus wahlbergii (Thorell, 1876)
- Opistophthalmus werneri (Lamoral & Reynders, 1975)